# دراج (شاخنات)
دراج (بالفارسية: دارج) هي مستوطنة تقع في إيران في قسم شاخنات الريفي. يقدر عدد سكانها بـ 242 نسمة .